# Pomrowik panormitański
Pomrowik panormitański (Deroceras panormitanum) – gatunek lądowego ślimaka trzonkoocznego z rodziny pomrowikowatych (Agriolimacidae). Endemit Malty i Sycylii. Został opisany z Palermo. Do niedawna pod tą nazwą był opisywany szeroko rozprzestrzeniony po świecie, wykazujący duże zróżnicowanie, inwazyjny Deroceras invadens. Kolejnym, bardzo podobnym i często mylonym gatunkiem jest D. golcheri. Opublikowane w 2011 roku badania morfologiczne, behawioralne i genetyczne wykazały, że są to 3 odrębne gatunki, choć zewnętrznie nierozróżnialne.
Pomrowik panormitański (sensu stricto) osiąga wymiary 20 x 4,5 mm. Jego ciało jest półprzezroczyste, jasnoszare, brązowe, z ciemnymi plamkami, a czasami całkowicie czarne. Zewnętrznie nie różni się od wielu innych gatunków z rodzaju Deroceras. Różnice pomiędzy nimi dostrzegalne są w ich budowie wewnętrznej, szczególnie w budowie narządów rozrodczych. Różnią się też zachowaniami rozrodczymi.